# Barri de Riera
El Barri de Riera és un barri de Cornellà de Llobregat on es troba l'Estadi Cornellà-El Prat del RCD Espanyol.

## Transports
- Estació Cornellà-Riera de la Línia Llobregat-Anoia dels FGC (L8, S33, S4, S8, R5 i R6).
- Bus: 57, 67, 68, 94, 95, L52, L82 i N13.